# Judith Forca
Judith Forca (n. 7 iunie 1996, Sabadell, Spania) este o sportivă ce a reprezentat Spania, medaliată olimpică. A participat la 3 ediții ale Jocurilor Olimpice (2016, 2020, 2024) în care a câștigat o medalie de aur și o medalie de argint.